# Оплети
Оплети (пол. Oplety) — струмок в Україні у Калуському районі Івано-Франківської області. Лівий доплив річки Гнилої Липи (басейн Дністра).

## Опис
Довжина струмка 5 км, найкоротша відстань між витоком і гирлом — 3,11  км, коефіцієнт звивистості річки — 1,61 . Формується декількома струмками та загатами.

## Розташування
Бере початок на південно-східній стороні від села Луковище у листяному лісі. Тече переважно на південний захід через село Перенівку та місто Рогатин і впадає у річку Гнилу Липу, ліву притоку річки Дністра.

## Цікаві факти
- У місті Рогатин струмок перетинає автошлях Т 1417[3] (автомобільний шлях територіального значення у Львівській та Івано-Франківській областях. Проходить територією Львівського р-ну, Львівської обл., та Івано-Франківського району, Івано-Франківської області, через Куровичі — Перемишляни — Рогатин).